# Cordulia shurtleffii
Cordulia shurtleffii – gatunek ważki z rodziny szklarkowatych (Corduliidae). Występuje na terenie Ameryki Północnej – w Kanadzie i USA (włącznie z Alaską).

## Charakterystyka
- Ubarwienie: są ogólnie metalicznie zielone z brązowymi włoskami i przezroczystymi skrzydłami. Brzuch jest zielono-czarny i cienkowłosy.
- Długość ciała: od 1,7 do 2,0 cala (43–51 mm).
- Sezon występowania: w Wisconsin od połowy maja do połowy lipca.
- Siedlisko: występuje zwykle w stawach torfowiskowych, małych jeziorach, bagnach i torfowiskach[4].